# Aderus scapularis
Aderus scapularis là một loài bọ cánh cứng trong họ Aderidae. Loài này được Fairmaire miêu tả khoa học năm 1896.